# Futterstampfe
Eine Futterstampfe ist eine Vorrichtung zum Zerkleinern von Getreide und anderen Substanzen, um daraus ein nährstoffreiches Tierfutter zu erzeugen. Derartige Stampfwerke waren im 19. Jahrhundert Bestandteil vieler Mühlen und wurden teilweise neben dem Kornmahlen betrieben. 
Eine aus Holz gefertigte Futterstampfe bestand aus insgesamt fünf hölzernen Stampfenpaaren, die wechselseitig in die Stampftröge fallen, um darin Getreide bzw. getrocknete Tierknochen zu zerkleinern. Das Stampfgut diente als Futtermittel in der Landwirtschaft. 
Eine Stampfe wiegt ca. 50 kg. Die Stampfenpaare werden durch zwei Führungen in der ebenfalls hölzernen Grundkonstruktion gehalten. Die Stampfen werden durch eine Nockenwelle angehoben und fallen dann in die Tröge. Die Nockenwelle wird über das Kammrad angetrieben und erhält seine Energie von zwei vorgelagerten Zahnrädern. Das untere dieser Zahnräder sitzt auf einer gemeinsamen Eichenwelle mit dem Mühlrad. Das Mühlrad kann teilweise eine Leistung von ca. 6 PS erzeugen.